# James E. English

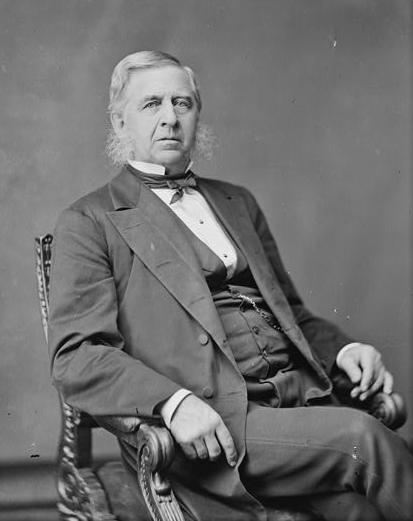
James E. English

James Edward English, född 13 mars 1812, död 2 mars 1890, var en amerikansk politiker, guvernör och senator från Connecticut.

## Tidigt liv
James E. English föddes i New Haven, Connecticut, och gick i offentliga skolor. Senare arbetade han i timmerindustrin, bankväsentet och i tillverkningsindustrin.

## Tidig politisk karriär
English var ledamot av stadsstyrelsen i New Haven (board of selectmen) från 1847 till 1861. Han var ledamot av Connectictus representanthus 1855 och av Connecticuts senat från 1856 till 1858. Han kandiderade till posten som viceguvernör i Connecticut 1860, men blev inte vald.
English valdes för Demokraterna till USA:s representanthus två perioder. Han tjänstgjorde från den 4 mars 1861 till den 3 mars 1865. Han ställde inte upp för omval i valet 1864.

## Guvernör
English kandiderade till posten som guvernör 1866, men det var i stället republikanen Joseph R. Hawley som vann. Mandatperioden för guvernörer i Connecticut var ett år på den tiden och English valdes till guvernör 1867, 1868 och 1870. Han tjänstgjorde på posten från den 1 maj 1867 till den 5 maj 1869 och återigen den 4 maj 1870 till den 16 maj 1871. Republikanen Marshall Jewell vann valet 1869. I valet 1871 stod English och Jewell åter mot varandra. English fick flest röster, men en särskild kommitté bedömde att det hade förekommit valfusk och utnämnde Marshall Jewell till guvernör flera dagar in på mandatperioden, som annars skulle börja första veckan i maj.
Inför presidentvalet 1868 var James E. English en av många som försökte bli Demokraternas presidentkandidat, men partiet valde Horatio Seymour till sin kandidat.

## Senator
English var ännu en gång ledamot av Connecticuts representanthus 1872. Han kandiderade till kongressen utan framgång 1872, men var tillsatt som Demokrat i USA:s senat för att fylla vakansen när senatorn Orris S. Ferry hade avlidit. Han tjänstgjorde från den 27 november 1875 till den 17 maj 1876, då en efterträdare hade valts. Han kandiderade till senaten 1876, men blev inte vald. Han återgick då till att arbeta med tillverkning och handel.
Han avled i New Haven och begravdes på Evergreen Cemetery.